# Vocatif
Cette page contient des caractères spéciaux ou non latins. S’ils s’affichent mal (▯, ?, etc.), consultez la page d’aide Unicode.
En linguistique, on appelle vocatif le cas grammatical exprimant l'interpellation directe ou l'invocation d'une personne (ou d'une chose) au moyen d'un appellatif (nom propre ou terme d'adresse). Le vocatif marque, en quelque sorte, l'apostrophe. Dans les langues à déclinaison, cet appellatif prend la marque du vocatif. 

## Français
En français, l'utilisation des pronoms "moi" ou "toi" en début de phrase est un reste du vocatif ("moi, je dis ça, je ne dis rien"). Se différenciant du pronom nominatif ("je" ou "tu") qui reste le sujet du verbe de la phrase, ces pronoms vocatifs permettent la mise en avant du sujet.
Le français utilise parfois une tournure assimilable au vocatif avec le préfixe "Ô" ou "Oh" : Ô seigneur !

## Langues indo-européennes
Dans les langues indo-européennes flexionnelles, le vocatif se caractérise par une absence de désinence propre : soit c'est la voyelle thématique (un suffixe se plaçant avant les désinences dans ce que l'on nomme généralement la seconde déclinaison en latin et en grec) qui prend le timbre [e] au lieu du [o] habituel et qui n'est suivie d'aucune désinence, soit c'est celle du nominatif qui est reprise telle quelle, souvent sans allongement (comme dans toutes les déclinaisons latines, sauf la seconde citée précédemment).
Ainsi, le nom du loup en indo-européen est un nom thématique. Son nominatif est le suivant : 
- indo-européen : *wl̥kʷ- (radical) + -o- (voyelle thématique) + -s (désinence de nominatif) ;

Cela correspond, dans les langues-filles, à 
- latin : lupus, qui s'analyse bien lup-u-s ;
- grec : λύκ-ο-ς (lúk-o-s) ;
- sanskrit : vr̥k-a-s.

Au vocatif, la voyelle thématique prend le timbre [e] et n'est suivie d'aucune désinence : 
- indo-européen *wl̥kʷ- + -e- +Ø.

Soit : 
- latin : lup-e-Ø ;
- grec ancien : λύκ-ε (lúk-e-Ø) ;
- sanskrit : vr̥k-a-Ø.

Dans les langues indo-européennes le vocatif n'a donc pas de désinence, ce que l'on pourrait aussi démontrer avec des déclinaisons non thématiques, dans lesquelles, cependant, l'allongement de la désinence du nominatif peut être annulé au vocatif (ce qui, en soi, ne constitue toujours pas une désinence mais une absence de désinence). D'autres phénomènes sont notables, tels des déplacements accentuels. Un exemple montre bien ces deux phénomènes, c'est le nom pour « père » en grec :
- nominatif : πατήρ (indo-européen : *ph2tḗr-Ø, sans désinence, l'allongement de la dernière voyelle suffisant) ;
- vocatif : πάτερ (indo-européen : *ph́2tĕr-Ø, sans désinence, sans allongement et avec remontée de l'accent).

| Nombre    | 1re déclinaison   | 2e déclinaison       | 3e déclinaison         | 4e déclinaison    | 5e déclinaison   |
| --------- | ----------------- | -------------------- | ---------------------- | ----------------- | ---------------- |
| Singulier | rosa (ô rose !)   | domine (ô maître !)  | consul (ô consul !)    | manus (ô main !)  | dies (ô jour !)  |
| Pluriel   | rosae (ô roses !) | domini (ô maîtres !) | consules (ô consuls !) | manus (ô mains !) | dies (ô jours !) |

## Langues slaves
Le vocatif est conservé dans la plupart des langues slaves : en bulgare, en tchèque, en ukrainien, en polonais, en serbe : 
- bulgare[1] : другар → другарю « camarade », госпожица → госпожице « demoiselle »
- tchèque[2] : pan → pane « monsieur », žena → ženo « femme »

Une exception notable est l'absence de vocatif en russe, même si l'ancien russe possédait des formes spécifiques du vocatif au singulier   :
- жена (femme) → жено !
- вълкъ (loup) → вълче !
- конь (cheval) → коню !
- гость (hôte) → гости !
- сынъ (fils) → сыну !
- мати (mère) → мати !

Le russe moderne conserve des traces du vocatif dans l'invocation religieuse (Отче наш « Notre Père »), dans quelques rares expressions figées (Боже мой « Mon Dieu »; Госпоже « Seigneur », nom. господин; батько « petit père ») et (très rarement) dans la littérature (chez Alexandre Pouchkine, par exemple : « старче » pour « старец » ― « vieillard »). La forme courte populaire des prénoms (« Тань » Tan’ pour « Таня » Tania) et des mots « мам » et « пап » (m’man, p’pa) peut être considérée comme un vocatif.

## Autres langues
Le roumain est aujourd'hui la dernière langue latine qui utilise encore les déclinaisons. Le vocatif est présent, mais seulement pour une minorité de mots : des noms communs ou noms propres (pour les prénoms, en particulier) et quelques adjectifs. La majorité des mots restent au nominatif-accusatif.
Il y a trois désinences spécifiques au vocatif : -e pour le masculin singulier, -o pour le féminin singulier, et -lor pour le pluriel en général.
Exemples : 
Omule ! « Toi, l'homme ! » ; « Radu ! ou Radule ! (prénom masculin) »; fetițo ! « fillette ! » ; micuțule ! « oh, petit ! » ; munților ! « Ô, vous les montagnes ! »
On retrouve un exemple de vocatif utilisé dans les prénoms en langue corse. Pour apostropher une personne par son prénom, ce dernier est tronqué immédiatement après l'accent tonique. On obtient les exemples suivants :
- Dumenicu → o Dumè
- Pasquale → o Pasquà
- Michele → o Michè
- Catalina → o Catalì
- Ghjacumu → o Ghjà

Souvent, le vocatif corse du prénom est utilisé couramment (y compris en français) dans des cas fautifs pour désigner les personnes.
En français, le mot Sire (avec majuscule, ne pas confondre avec un triste sire) peut être considéré comme le vocatif (supplétif) de le Roi ou de Votre Majesté. En effet dans cette acception il n'est plus utilisé qu'en apostrophe pour s'adresser à un roi.

## Sources et références
1. ↑  Jack Feuillet, Petite Grammaire du bulgare, Colibri, Sofia, 2006  (ISBN 978-954-529-436-5)
2. ↑  Dagmar Hobzova, Le Tchèque tout de suite ! Pocket Langues pour tous,  (ISBN 978-2-266-07591-6)
3. ↑  Ch. J. Veyrenc, Histoire de la langue russe, Presses universitaires de France coll. « Que sais-je ? »
4. ↑  « LA LANGUE ROUMAINE – LIMBA ROMÂNĂ - Déclinaison des noms et des adjectifs », sur projetbabel.com (consulté le 5 novembre 2017)